# Ричагов Григорій Васильович
Григорій Васильович Ричагов (нар. 26 грудня 1946, місто Красне Село, тепер Російська Федерація) — український діяч, викладач Одеського кооперативного технікуму. Народний депутат України 2-го скликання.

## Біографія
Народився у родині службовців. Служив у Радянській армії.
У 1975 році закінчив Одеський технологічний інститут харчової і холодильної промисловості, інженер-механік.
Працював викладачем Одеського морехідного училища.
Потім —  викладач Одеського кооперативного технікуму. Член Соціал-демократичної партії України.
Народний депутат України 2-го демократичного скликання з .04.1994 (2-й тур) до .04.1998, Татарбунарський виборчий округ № 316, Одеська область. Голова підкомітету з питань забезпечення свободи слова та законодавчих ініціатив Комітету законодавчого забезпечення свободи слова та засобів масової інформації. Член (уповноважений) депутатської групи МДГ. Член партії «Союз».